# Rivière Aquatuc
La rivière Aquatuc est un affluent du littoral Est de la baie James. La rivière Aquatuc coule vers l'ouest dans la municipalité Chisasibi (terres réservées aux Cris), dans la région administrative du Nord-du-Québec, au Québec, au Canada.

## Géographie
Les bassins versants voisins de la rivière Aquatuc sont :
- côté nord : La Grande Rivière, lac Wastawawmakw ;
- côté est : rivière Achazi ;
- côté sud : la rivière à la Truite (Chisasibi) ;
- côté ouest : Baie James.

La branche nord de la rivière Aquatuc prend sa source d'une zone de marais, au sud du lac Nichikw, à 4,4 km au sud de La Grande Rivière et à 8,9 km au sud-ouest de l'embouchure de la rivière Achazi qui se déverse sur la rive sud de la Grande Rivière. La branche sud de la rivière prend sa source d'un petit lac près de la route de Chisasibi.
La rivière Aquatuc draine le bassin versant voisin, du côté sud de la Grande Rivière. Son embouchure est situé à 19,3 km au sud du centre du village cri de Chisasibi, dans la région administrative du Nord-du-Québec, à 9,7 km au nord de l'embouchure de la rivière à la Truite (Chisasibi) et à 23,6 km au sud de l'embouchure de La Grande Rivière. Son embouchure est distante de 11,6 km de la Pointe Walrus située du côté nord de l'entrée de la baie et à 11,3 km de Pointe du Morse, situé au sud de la baie.
Cette rivière, au cours étroit, descend sur 30 km vers l'ouest. Elle se déverse dans la baie du même nom, située sur le littoral Est de la baie James.
La baie Akwatuk est située au sud de la baie Tees et au nord de l'île Eartquake.

## Toponymie
D'origine Inuit, le toponyme rivière Aquatuc est en usage sur les cartes topographiques depuis le début du XXe siècle. Depuis la colonisation française, les explorateurs des régions côtières du Nord-du-Québec attribuaient la même appellation à la baie et à la rivière qui s'y déverse.
En Inuit, le terme "Aquatuc" signifie « rendez-vous des oiseaux ». Par ailleurs, les Algonquins nommèrent ce cours d'eau "Atikwatikw Sipi", signifiant « rivière où les caribous frottent la peau de leurs cornes ».
Le toponyme rivière Aquatuc a été officialisé le 5 décembre 1968 à la Commission de toponymie du Québec.